# 飯田孝雅
飯田 孝雅（いいだ こうが、2002年1月19日 - ）は、日本の男子バレーボール選手である。

## 来歴
千葉県旭市出身。
中学3年時に全日本インカレで準優勝した東海大学に憧れ、市立船橋高等学校卒業後に東海大学に進学。
4年生では主将に就任したが、2023年4月に左肩を手術。秋季リーグ戦から復帰し、全日本インカレ3位入賞に貢献した。
同年12月、VC長野トライデンツの内定選手として発表された。
2024年10月13日、2024-25シーズンの開幕2戦目、ジェイテクトSTINGS愛知戦でSVリーグ初出場。同年11月2日の第4節、ウルフドッグス名古屋戦ではウルリック・ボ・ダールの負傷により交代で出場すると、チームは敗れたものの66.7%のアタック決定率を記録した。

## 人物
- VC長野では塚田理研工業株式会社に所属。総務課に在籍している[7]。

## 所属チーム
- 旭市立飯岡中学校（2014-2017年）
- 船橋市立船橋高等学校（2017-2020年）
- 東海大学（2020-2024年）
- VC長野トライデンツ（2024年-）